# Lúka
Lúka este o comună slovacă, aflată în districtul Nové Mesto nad Váhom din regiunea Trenčín. Localitatea se află la altitudinea de 174 m deasupra n.m., se întinde pe o suprafață de 17,41 km2 și în 2017 număra 676 de locuitori.

## Istoric
Localitatea Lúka este atestată documentar din 1246.

## Demografie
| An:                | 1994 | 2004   | 2014    | 2024    |
| ------------------ | ---- | ------ | ------- | ------- |
| Număr de persoane: | 553  | 577    | 657     | 734     |
| Diferență:         |      | +4,33% | +13,86% | +11,71% |

| An:                | 2023 | 2024   |
| ------------------ | ---- | ------ |
| Număr de persoane: | 723  | 734    |
| Diferență:         |      | +1,52% |